# Вехец
Вехец (словац. Vechec) — село и одноимённая община в районе Вранов-над-Топлёу Прешовского края Словакии. В письменных источниках начинает упоминаться с 1402 года.

## География
Село расположено в южной части края, в пределах Восточнословацкой низменности, при автодороге 576. Абсолютная высота — 170 метров над уровнем моря. Площадь муниципалитета составляет 17,27 км².

## Население
| Год:                | 1994 | 2004     | 2014     | 2024    |
| ------------------- | ---- | -------- | -------- | ------- |
| Количество человек: | 1912 | 2329     | 2819     | 3025    |
| Разница:            |      | +21,80 % | +21,03 % | +7,30 % |

По данным последней официальной переписи 2011 года, численность населения Вехеца составляла 2738 человек.